# Google Talk
Google Talk – komunikator internetowy i usługa VoIP amerykańskiej firmy Google. Google Talk miał swoją premierę 24 sierpnia 2005. Wygląd programu (kolorystyka, układ tabel, czcionki) jest stylizowany na interfejs Gmaila.
W 2013 r. Google Talk został zastąpiony przez Google Hangouts.

## Informacje techniczne
Google Talk został oparty na otwartym protokole Jabber/XMPP, dzięki czemu umożliwiał komunikację z użytkownikami innych serwerów Jabbera. Od 18 stycznia 2006 można było łączyć się z innymi serwerami Jabbera, a tym samym ze wszystkimi użytkownikami sieci Jabber/XMPP.
Oryginalny program był dostępny na systemach operacyjnych Microsoft Windows, Mac OS X, Android i iPhone Os. Użytkownicy innych platform mogli połączyć się z serwerami Google przy użyciu innych klientów Jabbera (np. Psi). Wtedy możliwe było jedynie prowadzenie rozmów tekstowych.
Do korzystania z Google Talk było wymagane konto Google.
W maju 2013 roku firma Google ogłosiła, że zamierza zrezygnować z obsługi XMPP na rzecz Google+ Hangouts, z niektórymi lub wszystkimi interakcjami jest usuwany do maja 2014 roku.

## Integracja z innymi produktami

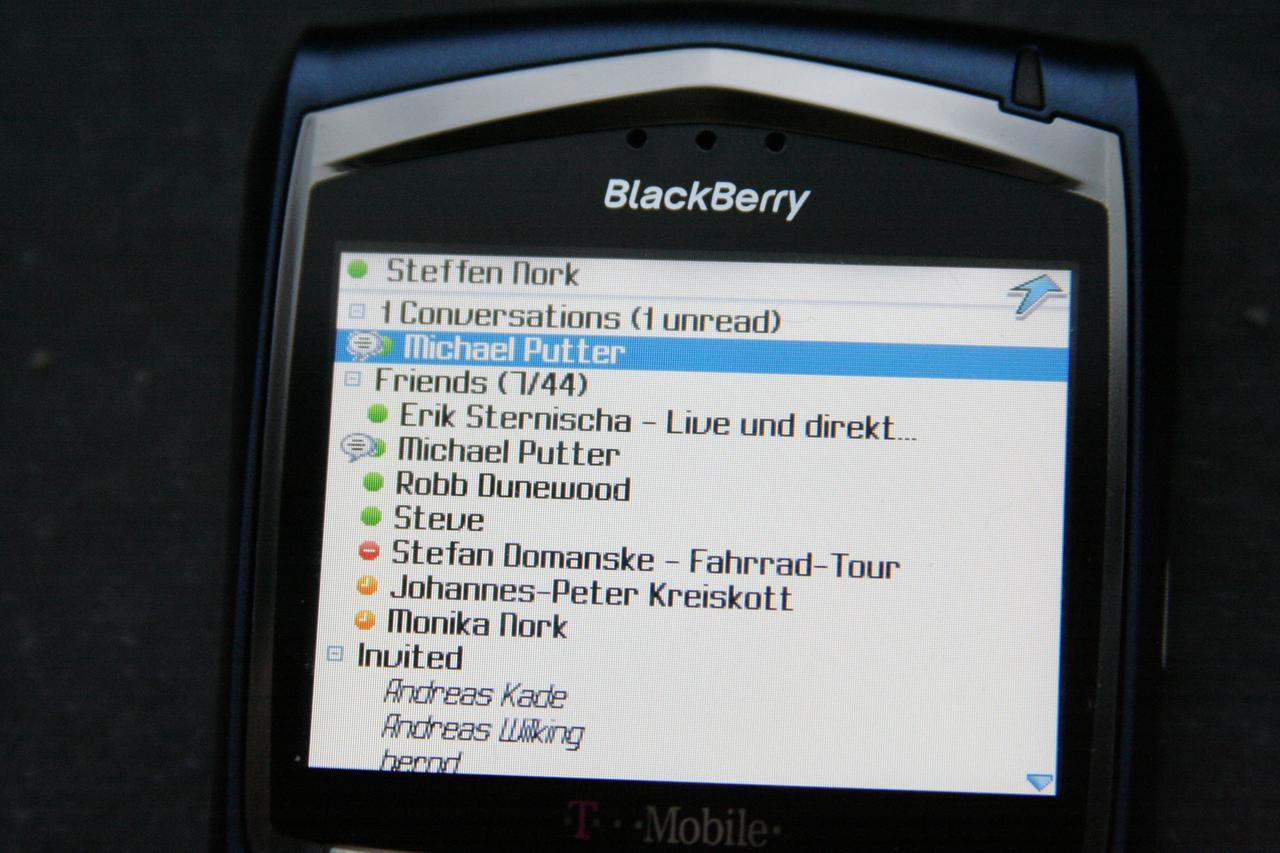
Google Talk na BlackBerrym

Przygotowana została również specjalna wersja aplikacji na urządzenia BlackBerry.
Google Talk posiadał swoje trzy wersje dostępne do użycia w przeglądarce internetowej.
- Jedna została oddana do użytku w internetowym interfejsie Gmaila,
- Druga dostępna była jako wtyczka do strony domowej Google.
- Trzecia była dostępna jako aplikacja Flash z oficjalnej witryny Google Talk. Miała wbudowaną obsługę osadzonych filmów z YouTube oraz galerii zdjęć z serwisu Flickr.